# Mario Aldo Montano
Mario Aldo Montano, född den 1 maj 1948 i Livorno, Italien, är en italiensk fäktare som bland annat tog OS-silver i herrarnas lagtävling i sabel i samband med de olympiska fäktningstävlingarna 1980 i Moskva.